# Pałac Przebendowskich w Krakowie
Pałac Przebendowskich (Kamienica Chwalibogowskich) – zabytkowy pałac z ok. poł. XVIII wieku najprawdopodobniej zaprojektowany przez Franciszka Placidiego jako pałac w typie dworu. Położony przy ul. św. Jana 13 w Krakowie.
Powstał przez połączenie czterech XV-wiecznych domów. W pierwszej połowie XIX wieku właścicielem posiadłości został prawnik i polityk Konstanty Leon Chwalibogowski. Drugie i trzecie piętro nadbudowano kolejno w drugiej połowie XIX i w pierwszej połowie XX w. W późnobarokowym portalu umieszczony jest herb Nałęcz, należący do rodziny Chwalibogowskich.

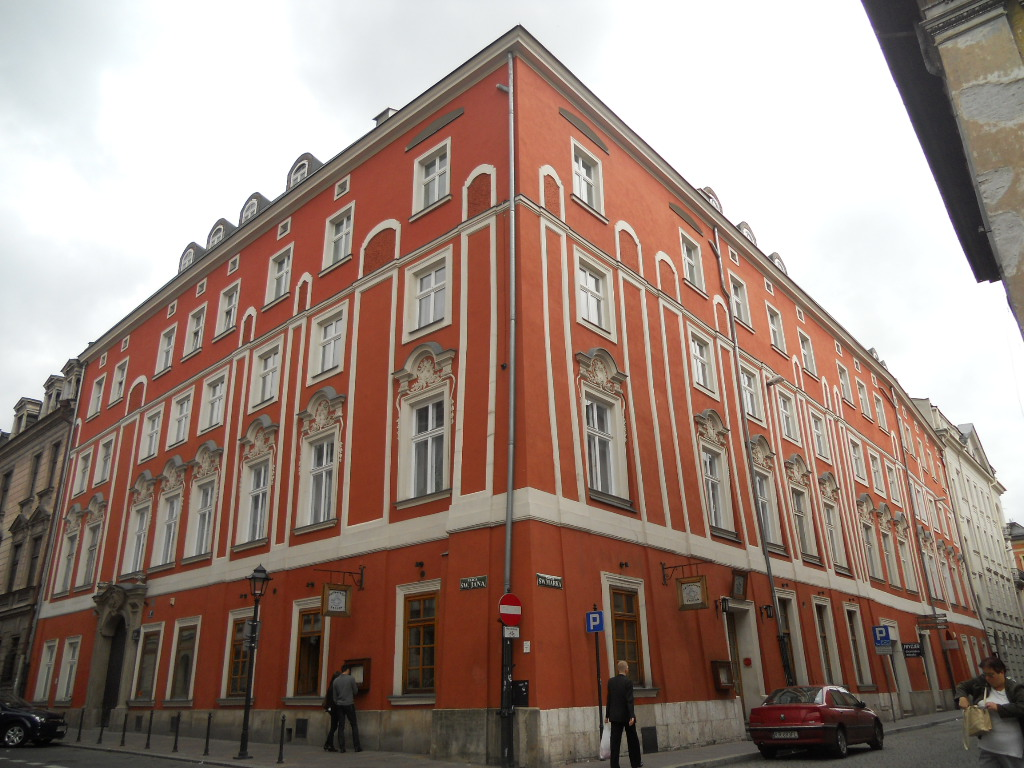
Pałac Przebendowskich (2012)